# Lithomyrtus
Lithomyrtus es un género con once especies de plantas con flores de la familia Myrtaceae. Es originario de Australia.

## Especies
- Lithomyrtus cordata (A.J.Scott) N.Snow & Guymer, Austrobaileya 5: 184 (1999).
- Lithomyrtus densifolia N.Snow & Guymer, Austrobaileya 5: 185 (1999).
- Lithomyrtus dunlopii N.Snow & Guymer, Austrobaileya 5: 186 (1999).
- Lithomyrtus grandifolia N.Snow & Guymer, Austrobaileya 5: 189 (1999).
- Lithomyrtus hypoleuca F.Muell. ex N.Snow & Guymer, Austrobaileya 5: 191 (1999).
- Lithomyrtus kakaduensis N.Snow & Guymer, Austrobaileya 5: 192 (1999).
- Lithomyrtus linariifolia N.Snow & Guymer, Austrobaileya 5: 193 (1999).
- Lithomyrtus microphylla (Benth.) N.Snow & Guymer, Austrobaileya 5: 193 (1999).
- Lithomyrtus obtusa (Endl.) N.Snow & Guymer, Austrobaileya 5: 194 (1999).
- Lithomyrtus repens N.Snow & Guymer, Austrobaileya 5: 197 (1999).
- Lithomyrtus retusa (Endl.) N.Snow & Guymer, Austrobaileya 5: 198 (1999).